# 선운산
선운산(禪雲山)은 전북특별자치도 고창군에 있는 높이 336 m의 산이다. 1979년 12월 27일에 도립공원으로 지정되었다. 이 산은 도솔산이라고도 불리는데 선운은 구름 속에서 참선한다는 뜻이고 도솔은 미륵불이 있는 도솔천궁이다. 선운산은 그리 높지는 않지만 다양한 비경으로 수많은 산행인들을 불러 모은다.

## 지질
고창군 북부, 아산면 중·북부와 심원면 동부, 부안면 남서부 지역에는 선운산 도립공원을 중심으로 응회암류와 유문암 등 중생대 백악기화산암이 분포한다. 선운산 화산암체라고 명명된 이 타원형의 화산암 분포지역은 화강암 평야 지대와 뚜렷히 구분되는 산악 지대를 구성하고 있어 위성 사진으로도 그 분포 지역을 알 수 있다.
중생대 백악기에, 한반도는 유라시아판 아래로 섭입하는 해양판 이자나기판의 영향으로 인해 광역적인 좌수향의 주향이동 단층 운동을 받게 되었으며, 이 단층 운동에 수반하여 다수의 퇴적 분지 형성과 화산활동이 일어났다. 이러한 구조동시성 화산활동(syntectonic volcanism)은 다양한 조성의 그리고 수많은 화산 분출 작용에 의해 복잡한 화산쇄설암 및 용암류로 구성된 화산암체를 형성하였다. 1·2차 화산쇄설암, 용암류 그리고 관입암 등의 복합층으로 구성된 선운산 화산암체와 부안군 변산반도 지역에 분포하는 화산암들은 이 지역에 다양하고 복잡한 화산 분출 작용이 활발히 일어났고, 이들은 백악기 해양판의 섭입과 관련된 구조동시성 화산 활동의 산물로 판단된다. 비슷한 분출시기(약 88.7~84.9 Ma) 임에도 불구하고
각 화산암체간의 독립적인 암상 분포 양상은 여러 개의 독립적인 화산체가 존재하였음을 지시하며, 이는 후기 백악기에 이 지역이 광역적인 화산 지대(volcanic zone)를 형성하였던 것으로 판단된다.
선운산을 중심으로 분포하는 화산암체는 선운산 화산암체라 불린다. 선운사 화산암체는 장석반암(Ksfp), 경수산 응회암(Ksgt), 유문암(Ksrh), 용결응회암(Kswt), 소요산 응회암(Kssyt), 검산리 응회암(Ksgst), 연기제 응회암(Ksygt), 선운리 응회암(Kssut), 상등리 응회암(Kssdt), 굴치 응회암(Ksgct), 먹방제 응회암(Ksmt), 오산리 용결응회암(Ksowt), 용산리 유문암(Ksysr), 규장암(Ksf), 안산암(Kan) 등 여러 지층으로 구분된다. 경수산 응회암에서 분리된 저어콘에 대한206Pb/238U 연대는 84.9±1.0 Ma이며, 연기제 응회암에서 분리된 저어콘에 대한 206Pb/238U 연대는 86.5±1.7 Ma (약 8650만 년 전)으로 분출 시기는 백악기 후기 상파뉴절(Campanian)임을 지시한다. 규장암에서 분리된 저어콘에 대한 206Pb/238U 연대는 84.9±1.0 Ma (약 8400만 년 전)이다.

## 같이 보기
- 한국의 산
- 고창 선운산 도솔계곡 일원 - 명승 제54호
- 고창군의 지질